# サークル・オブ・フレンズ
『サークル・オブ・フレンズ』（原題：Circle of Friends）は、1995年制作のアメリカ合衆国・アイルランドの青春映画。メーヴ・ビンチー原作のベストセラー小説の映画化。
アメリカでは当初4館で限定公開されたが、驚異的な集客力を見せつけて拡大公開され、ロングランヒットを記録した。

## あらすじ
1950年代のアイルランド。幼なじみのベニーとイヴはダブリンの大学に入学、そこで幼なじみのナンと再会する。ベニーはラグビー部の花形選手のジャックに一目惚れ、イヴはジャックの友人のエイダンと交際するようになる。またナンは、ベニーたちの町のイギリス人地主の息子サイモンと恋に落ちた。
だが、ベニーの両親は経営している商店の従業員のショーンと彼女を結婚させ、店を継がせるつもりでいた。ショーンは根暗なスケベ男で、ベニーはショーンのことが大嫌いだった。その矢先、ベニーの父親が急死し、彼女は大学を休学して店を手伝うことに。一方、ナンはサイモンの子供を妊娠、彼女は結婚を期待するが、サイモンは中絶を求める。やけになったナンは、ベニーがいなくて寂しがっているジャックに酒を飲ませて誘惑した上で、彼の子供だと偽ってジャックと婚約してしまう。

## キャスト
- ジャック：クリス・オドネル
- ベニー：ミニー・ドライヴァー
- ナン：サフロン・バロウズ
- ショーン：アラン・カミング
- サイモン：コリン・ファース
- イヴ：ジェラルディン・オロウ
- エイダン：エイダン・ギレン
- フリン教授：キアラン・ハインズ